# Неттеталь
Неттеталь (нім. Nettetal) — місто в Німеччині, знаходиться в землі Північний Рейн-Вестфалія. Підпорядковується адміністративному округу Дюссельдорф. Входить до складу району Фірзен.
Площа — 83,64 км2. Населення становить 42 438 ос. (станом на 31 грудня 2020).

## Географія

### Адміністративний поділ
Місто  складається з 6 районів:
- Лобберіх
- Кальденкірхен
- Браєлль
- Гінсбек
- Лойт
- Шааг